# Мјуленберг Парк (Пенсилванија)
Мјуленберг Парк (енгл. Muhlenberg Park) насељено је место без административног статуса у америчкој савезној држави Пенсилванија.

## Демографија
По попису из 2010. године број становника је 1.420.
| Група             | 2000.    | 2010.         |
| Белци             | 0 (0,0%) | 1.251 (88,1%) |
| Афроамериканци    | 0 (0,0%) | 37 (2,6%)     |
| Азијати           | 0 (0,0%) | 2 (0,1%)      |
| Хиспаноамериканци | 0 (0,0%) | 123 (8,7%)    |
| Укупно            | 0        | 1.420         |